# Ružo moja bela
Ružo moja bela je dvadeseti studijski album pevačice Merime Njegomir, objavljen 2006. godine u izdanju PGP RTS. 
Producent albuma je Miša Mijatović. Pored osam novih, album kao bonus sadrži i četiri ranije snimljene pesme. Album je nazvan po pesmi Ružo moja bela, sa kojom je Merima osvojila prvu nagradu na festivalu Zlatiborska pesma 2005. godine.

## Pesme na albumu
| Br. | Naziv pesme            | Muzika                   | Tekst                     | Aranžman                 |
| --- | ---------------------- | ------------------------ | ------------------------- | ------------------------ |
| 1.  | Brava jaka             | Miša Mijatović           | Radmila Babić, Bosa Gajić | Miša Mijatović           |
| 2.  | I bez tebe sunce sja   | Miša Mijatović           | Radmila Babić             | Saša Živić               |
| 3.  | Da je meni da me grliš | Beki Bekić               | Ruždija Krupa             | Saša Živić               |
| 4.  | Ružo moja bela         | Mića Nikolić             | Jovica Nedeljković        | Mića Nikolić             |
| 5.  | Na Cetinje kiša pala   | Milutin Popović Zahar    | Milutin Popović Zahar     | Saša Živić               |
| 6.  | Sve je i sad po starom | Miša Mijatović           | Milada Zeković            | Saša Živić               |
| 7.  | Plače nebo             | Miša Mijatović           | Dragoslav Guzina          | Saša Živić               |
| 8.  | Sitan biser sa đerdana | Milutin Popović Zahar    | Milutin Popović Zahar     | Saša Živić               |
| 9.  | Volela sam tebe, dragi | Predrag Živković Tozovac | Predrag Živković Tozovac  | Predrag Živković Tozovac |
| 10. | Šta ću nano            | Zoran Starčević          | Zoran Starčević           | Zoran Starčević          |
| 11. | Kada čuješ moju pesmu  | Zoran Starčević          | Milica Bačević            | Zoran Starčević          |
| 12. | Magle, magle           | Zoran Mulić              | Miodrag Petrović          | Zoran Mulić              |

## Spoljašnje veze
- Ružo moja bela na sajtu discogs.com